# Kulmakadun puisto (Påttinpuisto)
Le parc de Kulmakatu (finnois : Kulmakadun puisto) ou parc de Pått (finnois : Påttinpuisto)  est un parc du quartier district de Palosaari à Vaasa en Finlande.

## Présentation
Le parc Kulmakatu offre un paysage ouvert sur la mer. 
Le parc a des pelouses bien entretenues, des arbres et des arbustes.
La marina de Palosaari, située près du parc Kulmakatu, permet de découvrir la vie de l'archipel de Vaasa.